# Lichtenplatzer Kapelle

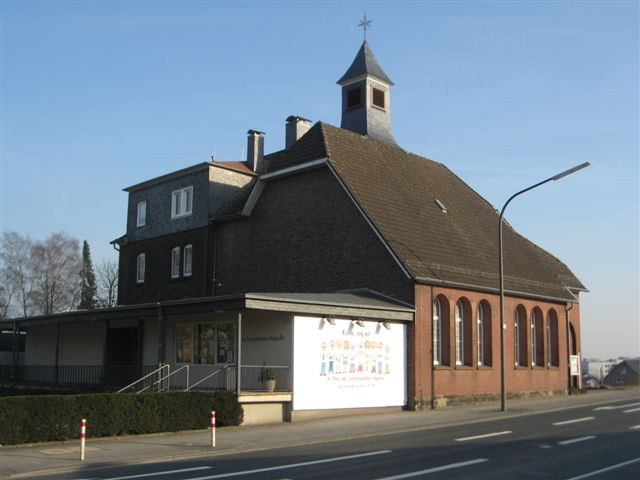
Außenansicht

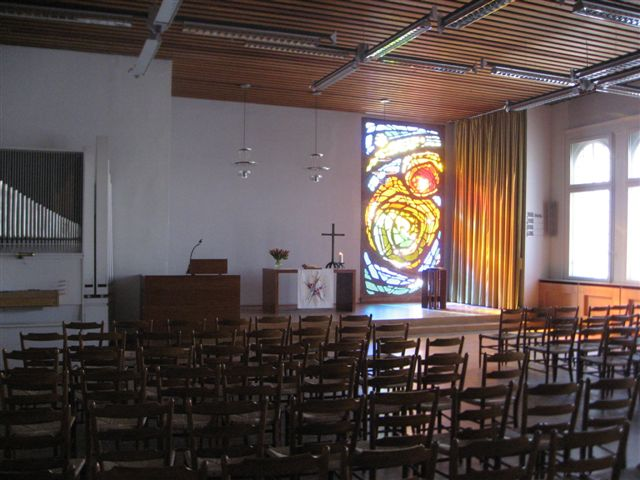
Gottesdienstraum mit Betonglasfenster

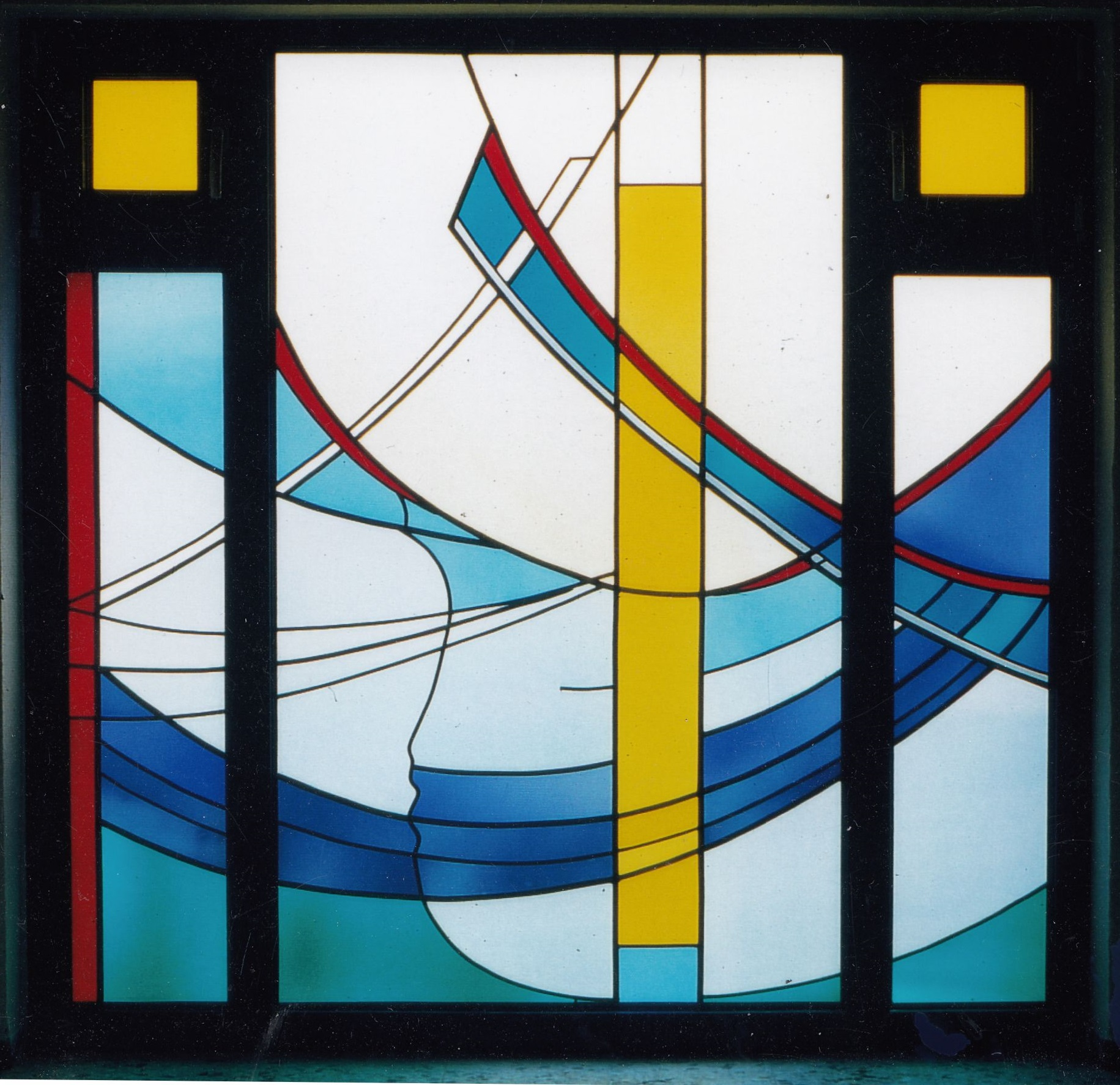
Kirchenfenster im Eingangsbereich, Entwurf: Katja Garbe

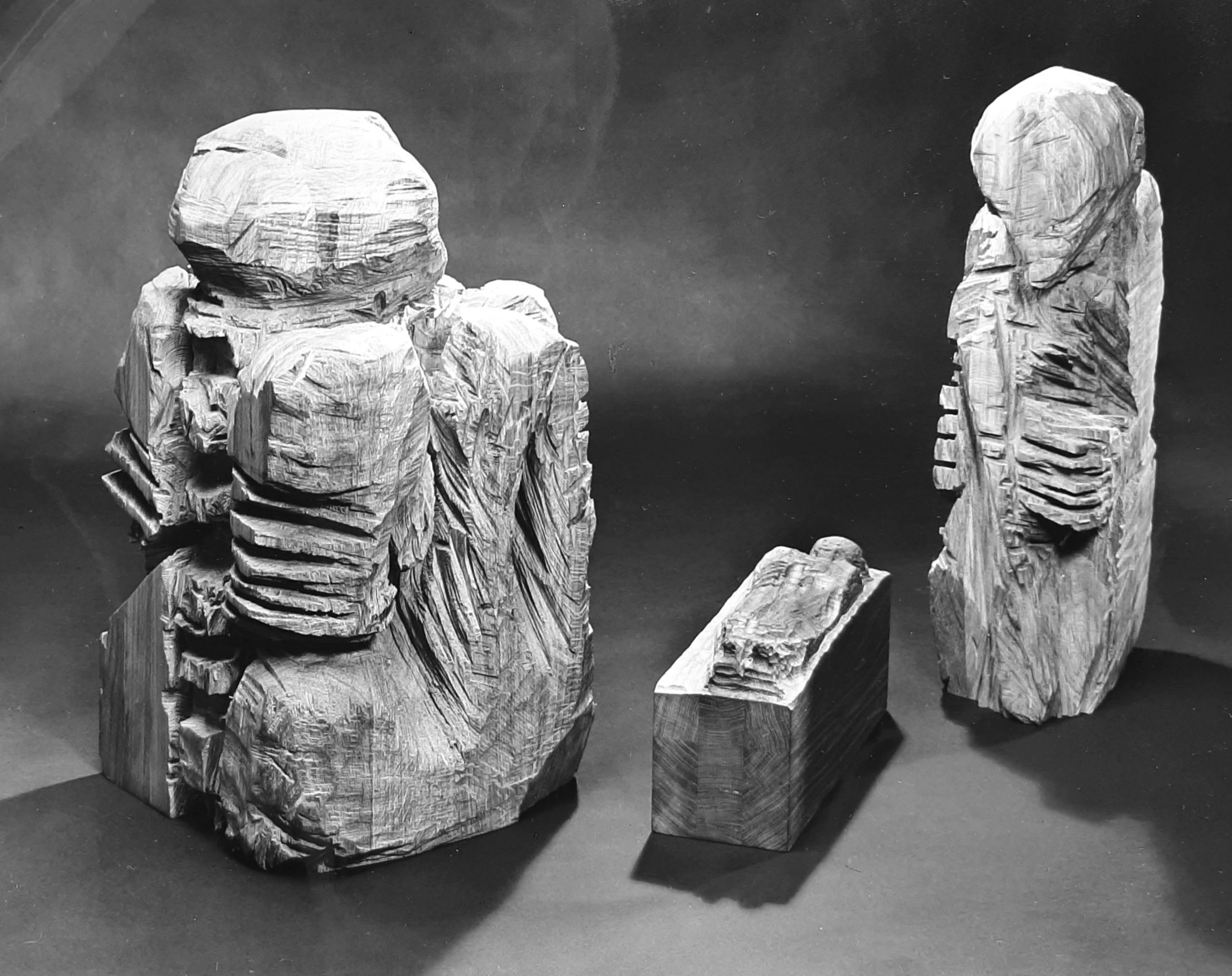
Krippenfiguren von Cyrus Overbeck

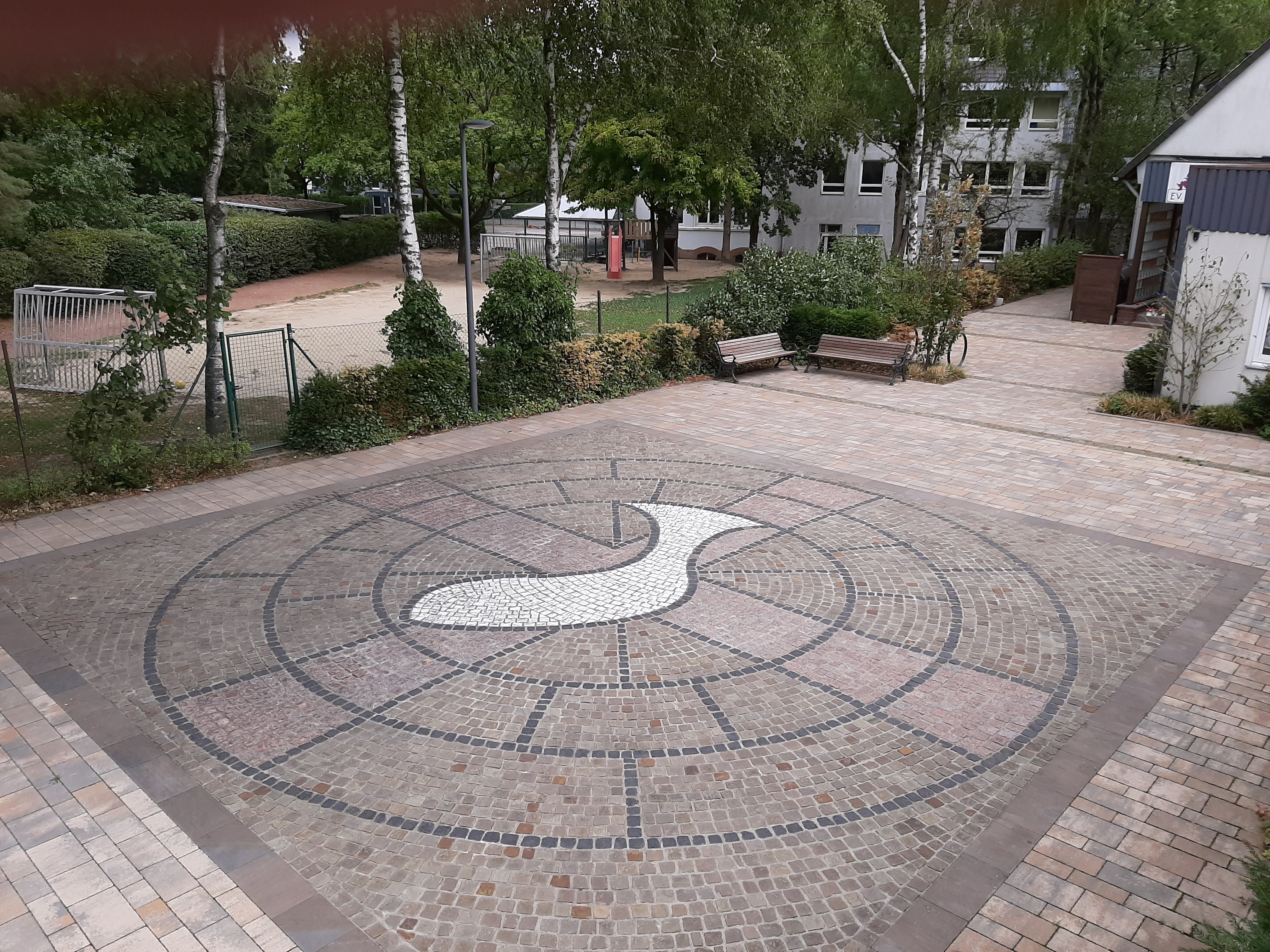
Kirchplatz mit Ornamentpflaster

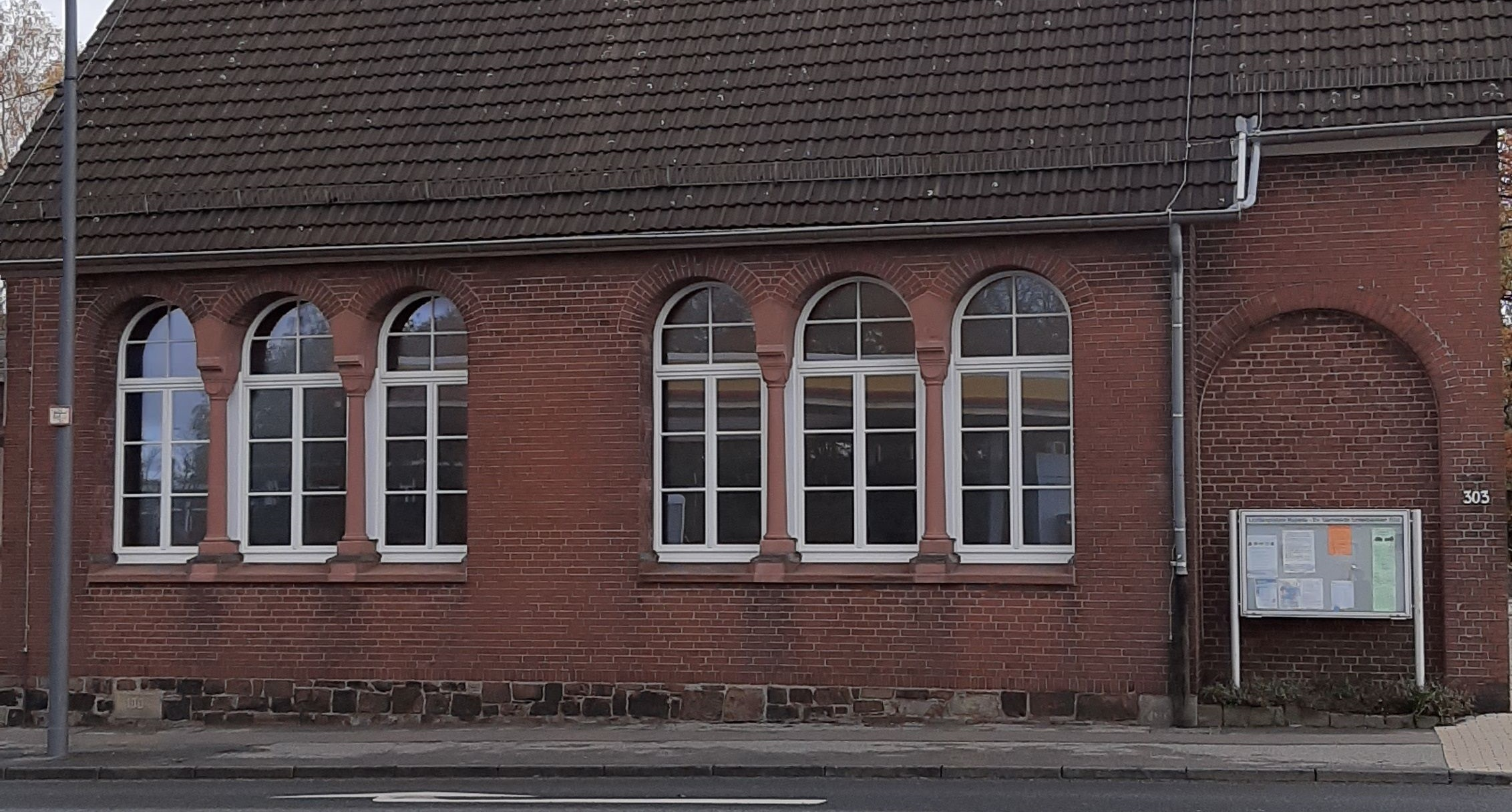
Neue Fensterfront der Lichtenplatzer Kapelle seit 2020

Die Lichtenplatzer Kapelle ist eine kleine evangelische Kirche im Wohnquartier Lichtenplatz der Stadt Wuppertal nahe Lichtscheid. Sie wurde 1904 eingeweiht und ist heute eines der beiden Gemeindezentren der Evangelischen Gemeinde Unterbarmen Süd.

## Geschichte
In der ersten Hälfte des 19. Jahrhunderts wurde das auf den Barmer Südhöhen gelegene Gebiet nach und nach von bäuerlichen Familien besiedelt, zu denen sich später Bandwirker gesellten. Gegen Ende des Jahrhunderts entstanden das Villenviertel „Toelleturm“ und im Zusammenhang mit der Vorwerkschen Gummifabrik Siedlungen für deren Arbeiterschaft. 1866 wurde auf dem Grundstück der heutigen Lichtenplatzer Kapelle eine evangelische „Kleinkinderschule“ errichtet, die schon über einen ersten Gottesdienstraum verfügte.
Mit der Gemeindemitgliederzahl und dem evangelischen Vereinsleben wuchs der Wunsch nach einem Kirchengebäude. Zu Beginn des 20. Jahrhunderts gab das Presbyterium der Vereinigt-evangelischen Gemeinde Unterbarmen, die dieses Gebiet betreute, den Auftrag zum Bau der Kapelle. Die Pläne stammten vom Barmer Architekten Friedrich Schulte, dessen Firma auch den Bau ausführte. Am 11. November 1904 weihte Valentin Umbeck (1842–1911), der Generalsuperintendent der Rheinprovinz, die Lichtenplatzer Kapelle ein.
Stilistisch gehört die Lichtenplatzer Kapelle in die Gruppe der damals verbreiteten Vereinshausarchitektur. Neben dem Gottesdienstraum (heute max. 330 Plätze) verfügt das Gebäude aus rotem Backstein über ausreichend Nebenräume für Gemeindeaktivitäten, sowie einen Wohntrakt. Im Dachreiter wurde ein Geläut mit zwei Glocken untergebracht.
1968 erfolgte eine Umgestaltung entsprechend den Vorstellungen jener Jahre. Die Ausstattung der Kapelle wurde gänzlich entfernt. Die Paul-Faust-Orgel wurde durch eine Kleinorgel der Fa. Walcker (9 Register) ersetzt, im Altarbereich ein Betonglasfenster von Elisabeth Altenrichter-Dicke („Licht der Schöpfung“) eingebaut. Durch einen kleinen Anbau entstand ein weiterer Gemeinderaum bzw. eine Erweiterungsmöglichkeit des Gottesdienstraumes.
In den 2000er Jahren wurde die Lichtenplatzer Kapelle bautechnisch saniert und weitere künstlerische Akzente gesetzt. 1999 schuf Cyrus Overbeck ein provokantes Ensemble von drei Krippenfiguren. Im Eingangsbereich wurden ein weiteres Kirchenfenster und im Gottesdienstraum eine futuristisch anmutende Beleuchtung (Entwürfe von Katja Garbe) installiert. Der Wuppertaler Bildhauer Hans-Jürgen Hiby schuf im Jubiläumsjahr 2004 ein skulpturales Kirchenportal mit zwei großen Händen als Türgriffen.
Ebenfalls seit 2004 betreibt die Gemeinde als Kommunikationsprojekt die sog. „Schauwand“ mit wechselnden Botschaften und plakativen Grafiken (gestaltet u. a. von Heinz Velten und Thomas Sänger) geben den Passanten an der verkehrsreichen Kreuzung Denkanstöße mit auf den Weg.
2005 wurde die CD „Capella Musicale“ – Musik aus der Lichtenplatzer Kapelle herausgebracht (Melanie Anker und Thomas Voigt, Saxophone; Ulrike Boller, Klavier und Orgel).
Der „Kirchplatz“ vor der Lichtenplatzer Kapelle wurde im September 2016 neu gestaltet. Den Mittelpunkt der Anlage bildet ein Mosaik aus den Motiven Fisch und Kreuz (Entwurf: Ina Neumann von der Firma Kaspers Galabau, Wuppertal).
Im Sommer 2020 wurden bei Arbeiten zum Ersatz der maroden Fenster der Straßenfassade des Gebäudes schwerwiegende Mängel festgestellt: die Halterungen der die Fenster umfassenden Sandsteinplatten waren durchrostet. Bei ihrer Entfernung stieß man auf vier Säulen, die die originale Fassadengestaltung von 1904 geprägt hatten. Das Presbyterium beschloss, die Säulen im Rahmen einer umfassenden Sanierung sichtbar zu erhalten.

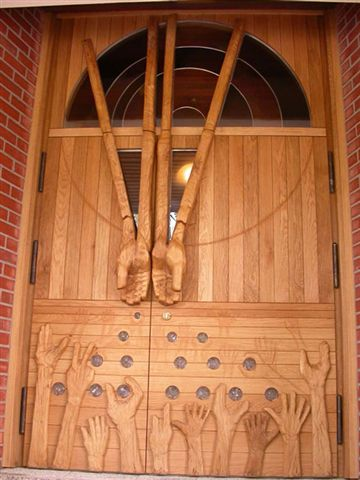
Lichtenplatzer Kapelle, Kirchenportal
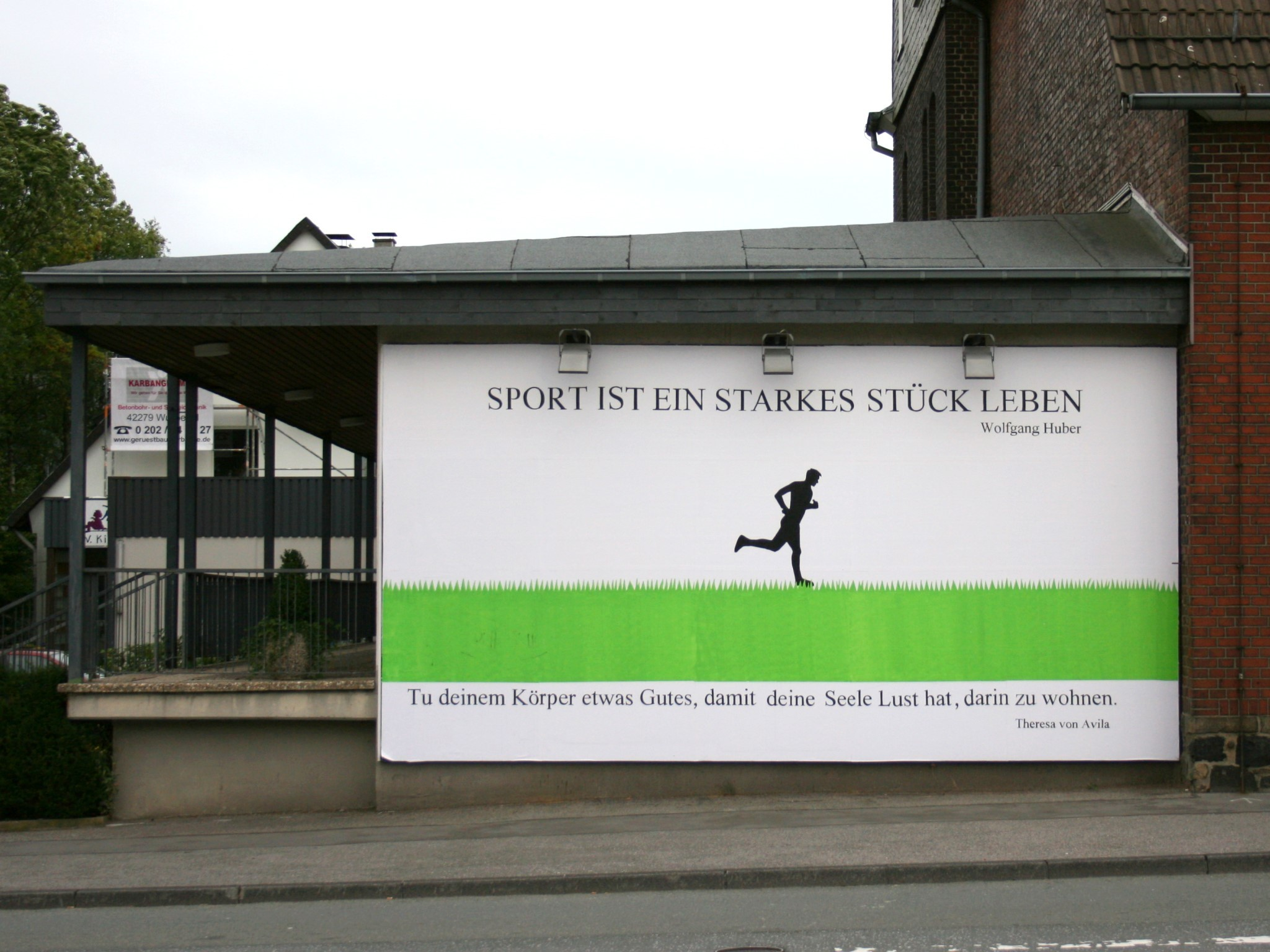
die „Schauwand“
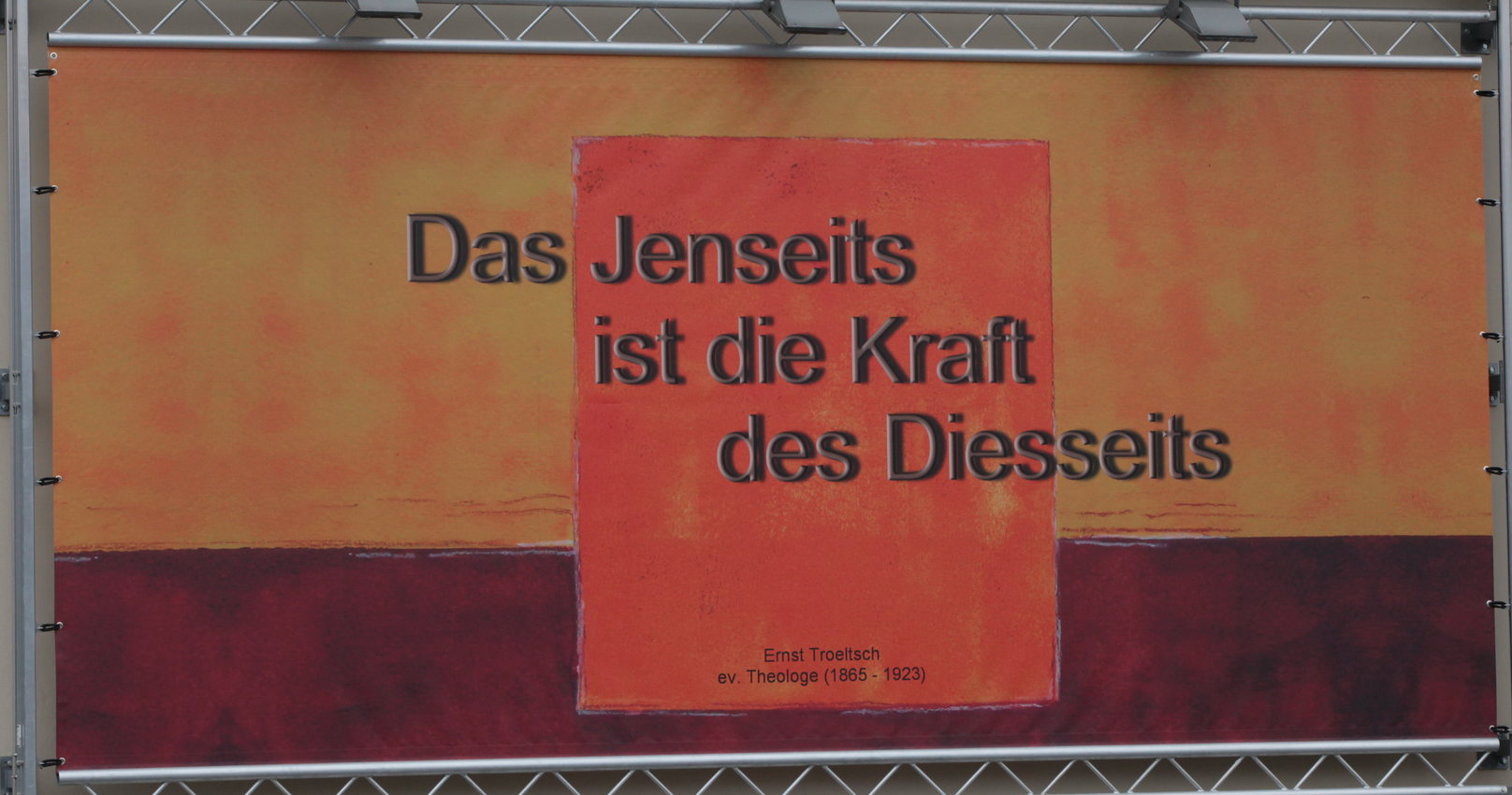
die „Schauwand“
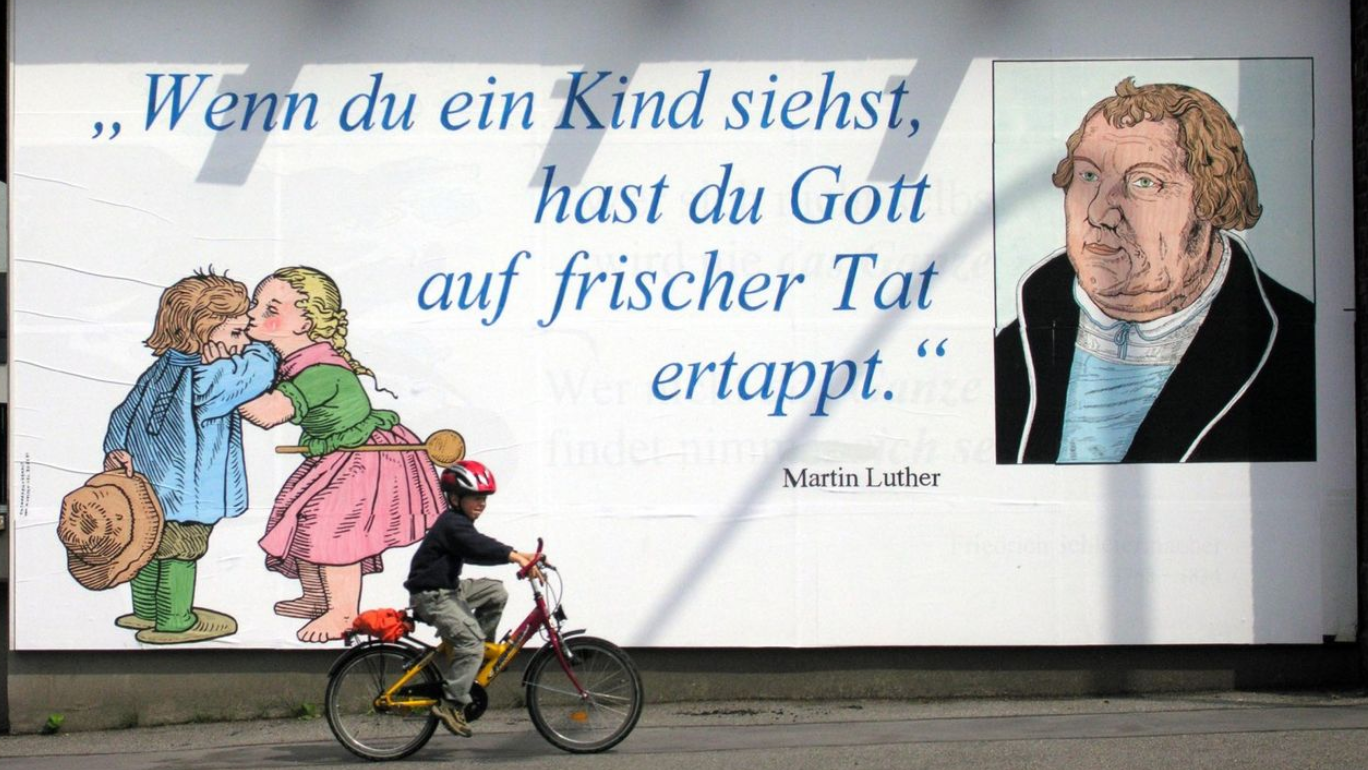
die „Schauwand“